# مات إريكسون
مات إريكسون (بالإنجليزية: Matt Erickson)‏ هو لاعب كرة قاعدة أمريكي، ولد في 30 يوليو 1975 في أبلتون في الولايات المتحدة.

## وصلات خارجية
- مات إريكسون على موقع دوري كرة القاعدة الرئيسي (الإنجليزية)
- مات إريكسون على موقعبيزبول رفرنس.كوم (الدوري الرئيسي) (الإنجليزية)
- مات إريكسون على موقعبيزبول رفرنس.كوم (الدوري الثانوي) (الإنجليزية)
- مات إريكسون على موقع إي إس بي إن.كوم (أم.أل.بي) (الإنجليزية)
- مات إريكسون على موقع مشجعي الرسوم البيانية (الإنجليزية)